# Chittaranjan Das

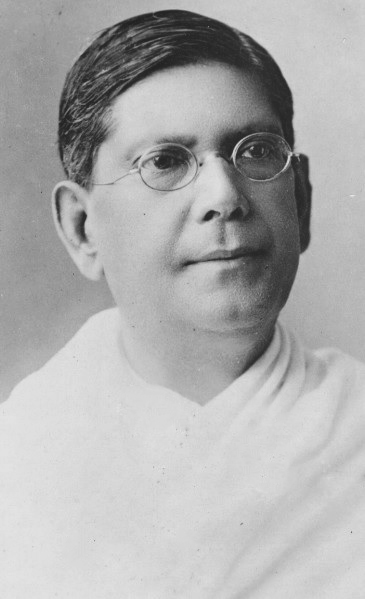
Chittaranjan Das

Chittaranjan Das (bengalisch চিত্তরঞ্জন দাস Cittarañjan Dās; * 5. November 1870 in Kolkata; † 16. Juni 1925 in Darjiling) war ein bengalischer Rechtsanwalt und Politiker der indischen Unabhängigkeitsbewegung. Er wurde von seinen Anhängern mit dem Ehrennamen Deshbandhu („Freund des Landes“) betitelt. Er war Mitglied und Präsident des Indischen Nationalkongresses.

## Leben
Nach einer Ausbildung in England begann Chittaranjan Das seine Karriere 1909 mit der erfolgreichen Verteidigung von Aurobindo Ghosh im Verfahren um dessen Beteiligung an einem Bombenanschlag in Alipur (Süd-Kolkata) aus dem Vorjahr.
Während der Kampagne der Nichtkooperation der Jahre 1919 bis 1922 war er einer der führenden Mitstreiter. Er initiierte zunächst mit Mohandas Karamchand Gandhi den Boykott britischer Kleidung und trug einheimische Khadi-Kleidung, nachdem er seine europäischen Sachen vernichtet hatte. Gemeinsam mit Motilal Nehru gründete er aber später die Swaraj Party aus Ausdrucksplattform seiner nicht-gemäßigten Ansichten in Kampf gegen die britische Kolonialherrschaft.
Chittaranjan Das war Herausgeber der Zeitung Forward (später Liberty) und erster Bürgermeister der Calcutta Corporation. Er hielt den Vorsitz des Indischen Nationalkongresses 1922 in Gaya. Während seiner gesamten politischen Karriere war er gesundheitlich angeschlagen.
Er war Verfechter einer gewaltlosen, verfassungsgemäßen Erlangung der Unabhängigkeit. Zu seinen politischen Schülern gehört Subhash Chandra Bose.
Ihm zu Ehren wurde die Lokomotiven-Fabrik Chittaranjan Locomotive Works nach ihm benannt.